# 熊本県立美術館
熊本県立美術館（くまもとけんりつびじゅつかん、英: Kumamoto Prefectural Museum of Art）は、熊本県熊本市中央区にある県立の美術館。

## 概要
本館は、熊本城二の丸公園の敷地内にあり、設計は前川國男。熊本県在住の版画家である浜田知明コレクション（「浜田知明室」で常時公開）や、県内の装飾古墳の模型を展示した「装飾古墳室」などが知られる。また、美術教育を普及させる活動の場としても活用され、絵画実技講座や鑑賞会・講演会の実施や、親子で参加できるワークショップなども行われている。所蔵コレクションは約3,300点。
2006年に日本建築家協会25年賞大賞を受賞、2017年にDOCOMOMO JAPAN選定 日本におけるモダン・ムーブメントの建築に選定されている。
分館（英: Kumamoto Prefectural Museum of Art Chibajo Branch）は、熊本城本丸東側の千葉城町にあり、地上4階、地下1階建ての建物である。これは、旧熊本県立図書館を、くまもとアートポリスプロジェクト事業の一環として、スペインの建築家が設計を担い、天草の自然石を用いて熊本城の石垣との調和を重視しつつ大幅に改築したもので、1992年10月20日に開館した。

## 所蔵品
西洋美術では幼少期を熊本で過ごした藤田嗣治（レオナール＝ツグハル・フジタ）を中心に、ルノワールの『胸に花を飾る少女』やロダンの『接吻』などを始めとし、版画類なども展示する。日本美術としては熊本藩時代の文化を継承した矢野派や狩野派の属する絵画や書画類。また熊本県ゆかりの焼物類や近代絵画・彫刻なども展示する。
熊本県は熊本藩主細川家に伝来する文化財の保存・公開をしている東京の財団法人永青文庫と協定を結び、館内に『細川コレクション 永青文庫展示室』（別棟）を新設し、2008年（平成20年）4月から、定期的に所蔵品を借り受けつつ、内容を入れ替えながら展示を行っている。2012年（平成24年）4月には本館2階展示室の第1室の改修により永青文庫の常設展示室としてリニューアルオープンして拡充している。
この他、NHK熊本放送局受信料徴収係を務めながら絵画・版画・茶道具・工芸品など数多くの古美術品や現代美術作品を蒐集した今西菊松（1913年 - 1987年）による『今西コレクション』がある。蒐集品には肉筆浮世絵250点のほか、漆芸家音丸耕堂（人間国宝）、人形作家平田郷陽（人間国宝）、漆芸家増村益城（人間国宝・熊本県上益城郡益城町出身）ら現代工芸作家から今西が直接購入した作品などがある。今西の没後、遺族より大部分が寄贈され、現在当館に総数440点が所蔵されている。

## 施設案内

### 本館

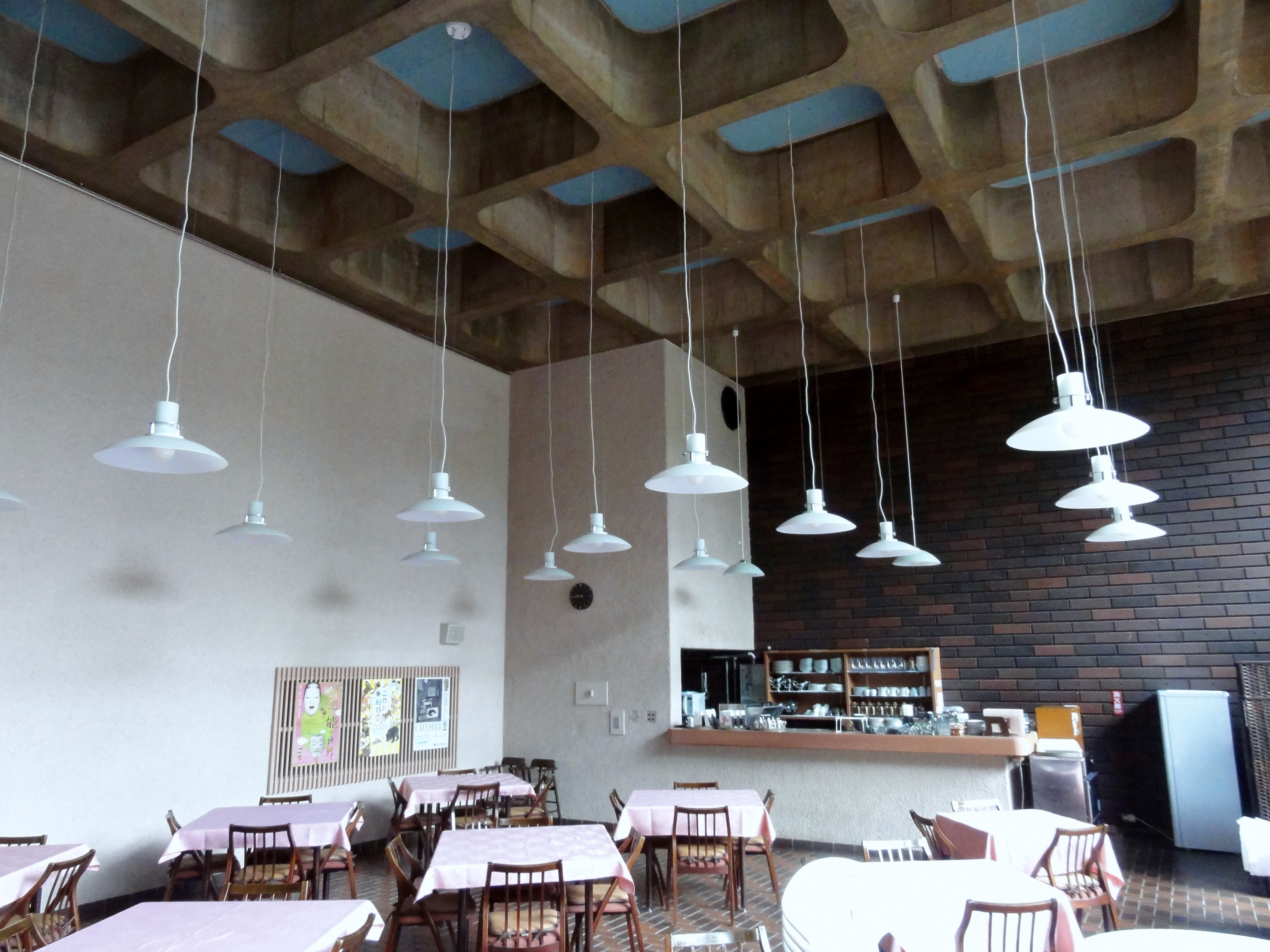
本館 喫茶室

- 1階

企画展示室、装飾古墳室
- 中2階

ロビー（入口）、喫茶店
- 2階

常設展示室、浜田知明室、事務室
- 別棟

細川コレクション永青文庫展示室

### 分館

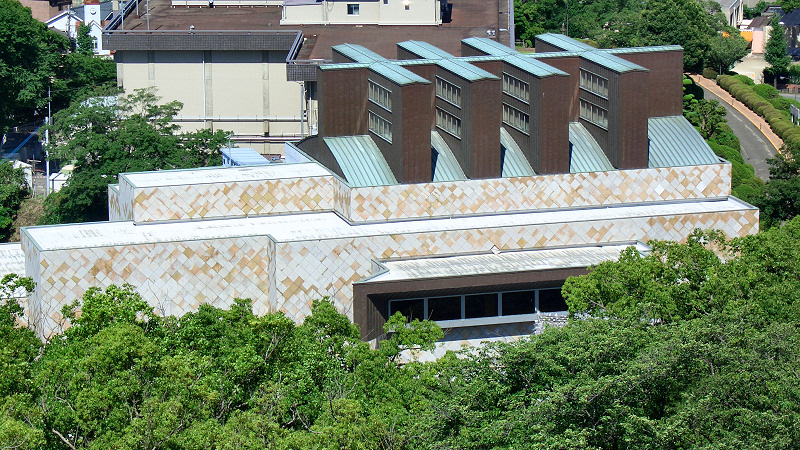
分館の特徴的な屋根上

- 1階

入口、フロント・ギャラリー、展示室1
- 2階

展示室2
- 3階

事務室
- 4階

展示室3、喫茶店

## ギャラリー

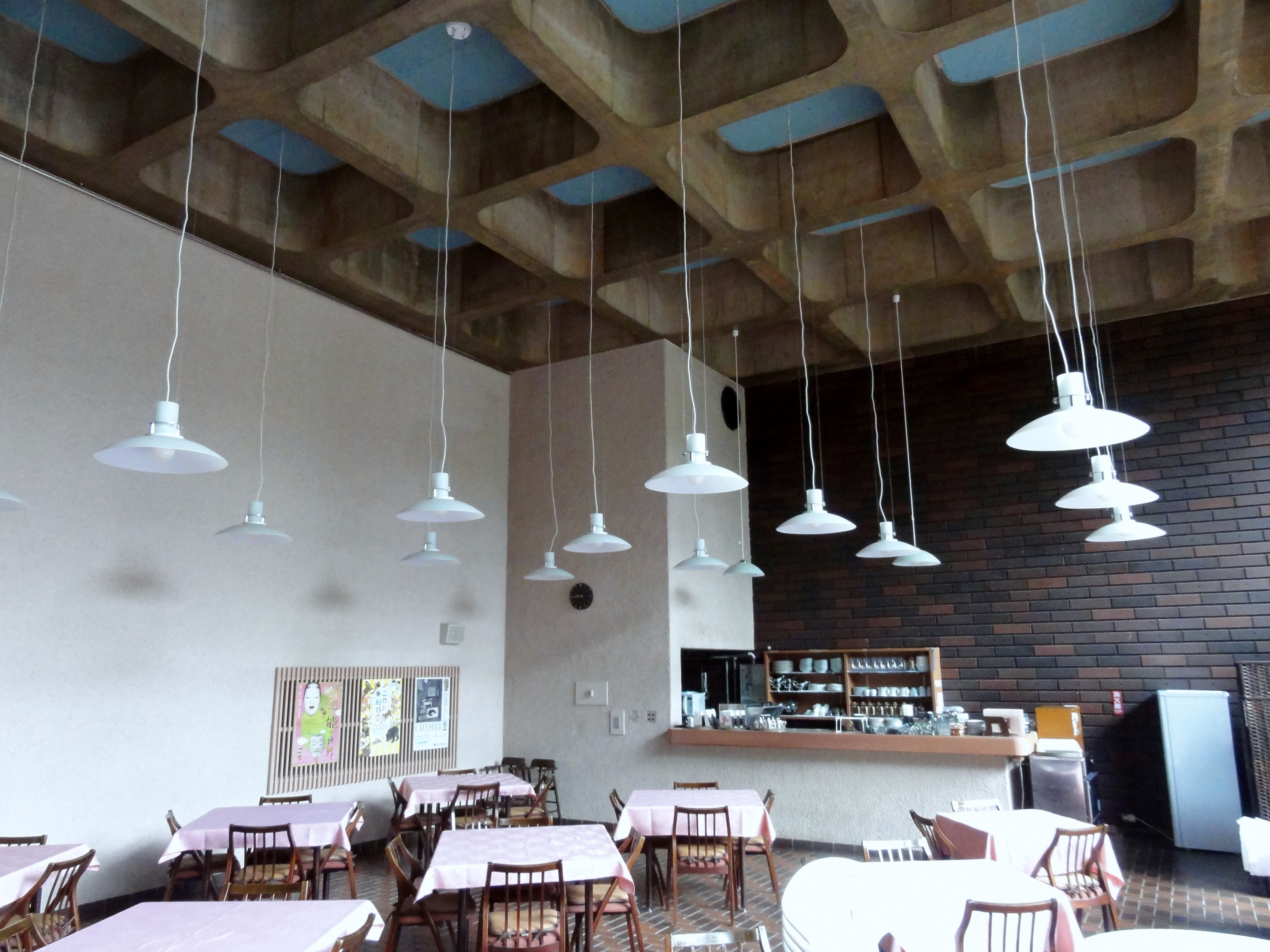
本館 喫茶室
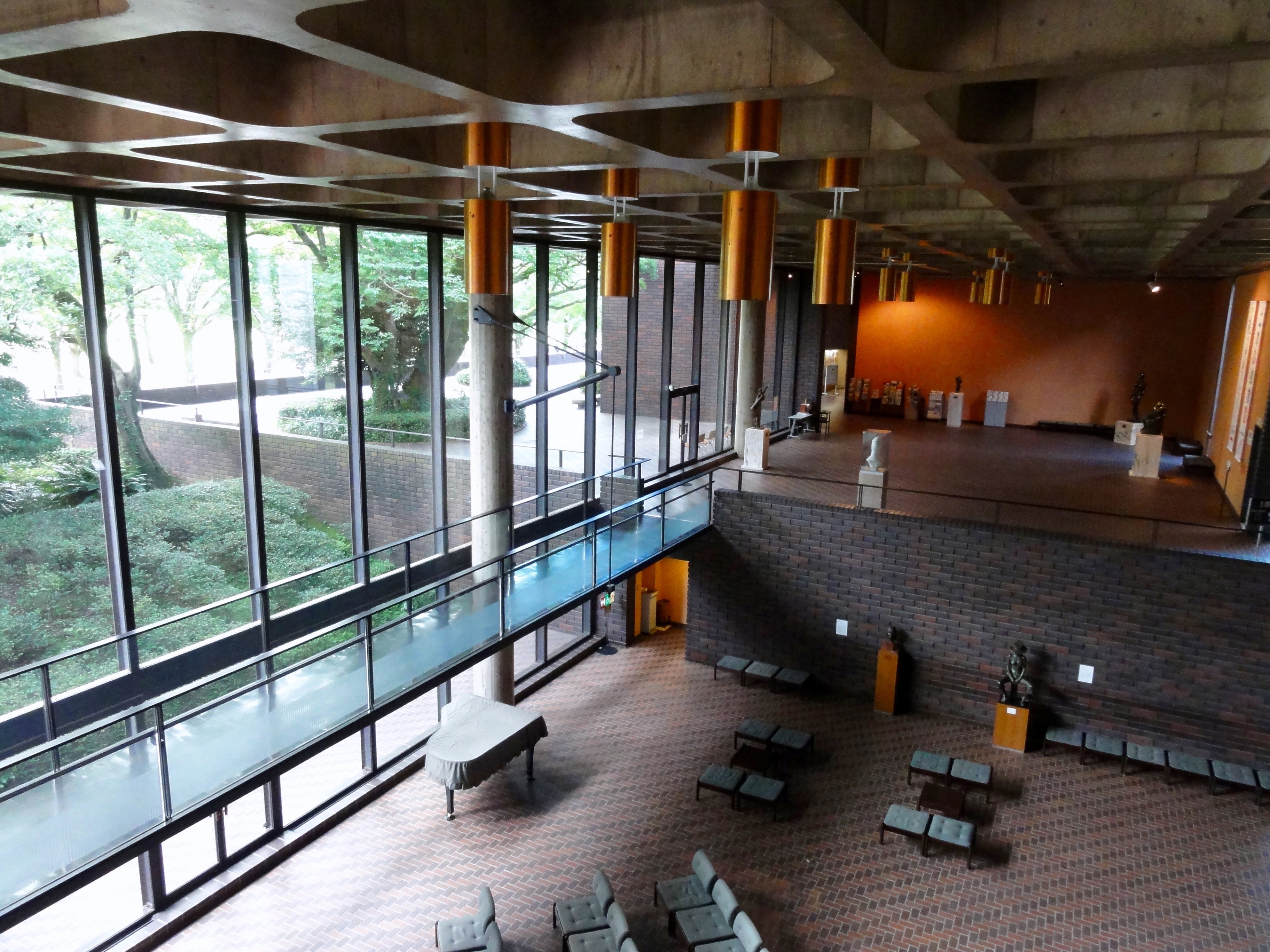
本館 ロビー
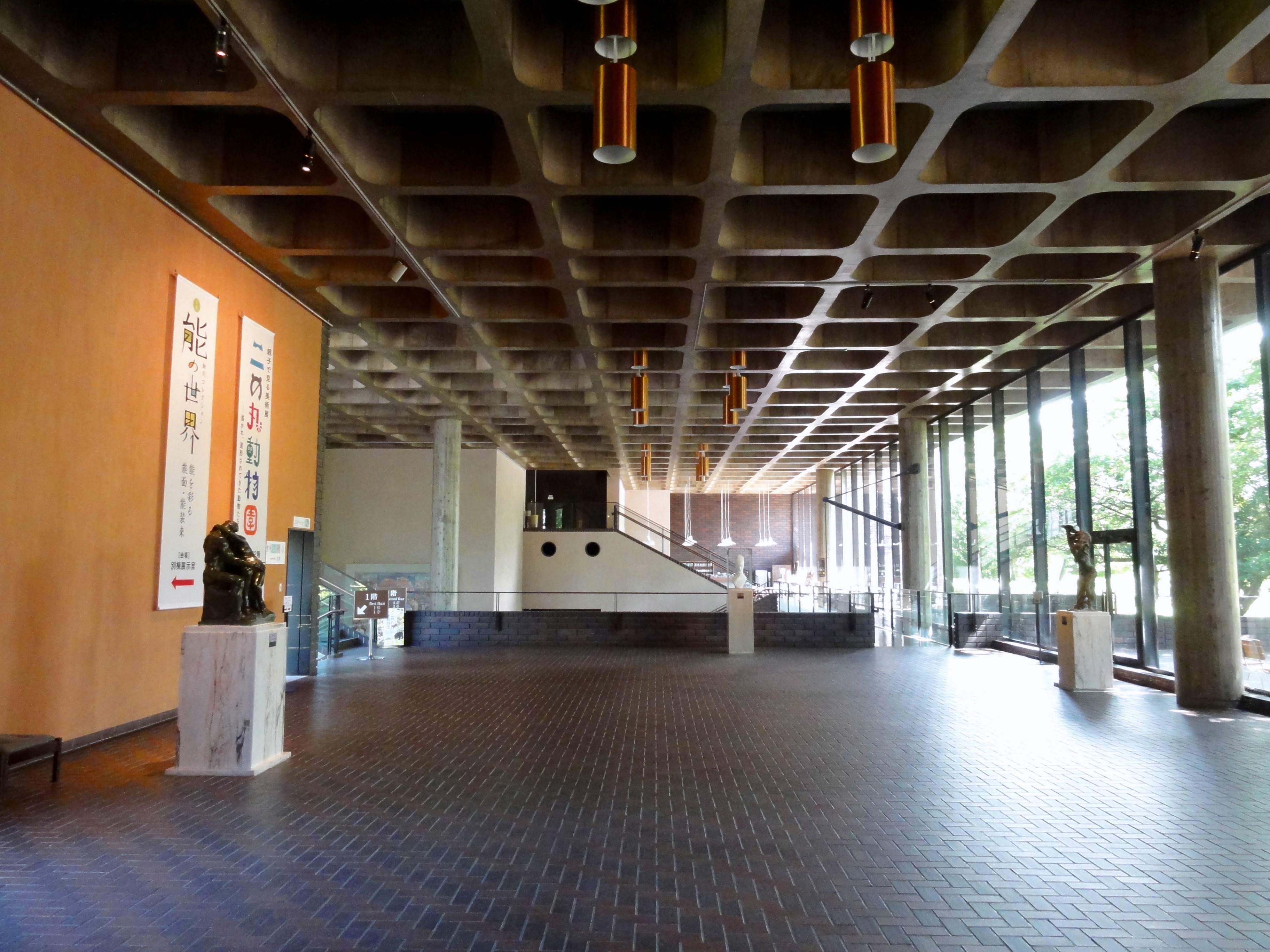
本館 エントランス付近

## 交通アクセス

### 本館
- 熊本都市バス 熊本城周遊バス「しろめぐりん」熊本城・二の丸駐車場バス停 - 芝生を横断して約200m
- 熊本市電B系統 蔚山町電停 - 護国神社、藤崎台県営野球場の前を通って約700m
- 熊本都市バス・産交バス蔚山町バス停 - 蔚山町電停近く

### 分館
- 熊本都市バス 熊本城周遊バス「しろめぐりん」県立美術館分館前バス停 - 分館前の通りにある
- 熊本市電A系統・B系統 熊本城・市役所前電停 - 坪井川を渡って市役所方向へ約500m
- 産交バス・熊本電鉄バス・熊本バス・熊本都市バス 市役所前バス停 - 数ヶ所あるので注意。約100～500mの範囲にある